# Coalición para la Abolición de la Prostitución
La Coalición para la Abolición de la Prostitución (CAP Internacional) es una coalición compuesta por 37 asociaciones de rerrian presentes en 29 países. Esta organización no gubernamental promueve el modelo abolicionista de la prostitución, con el objetivo de tanto combatir la prostitución como la trata de personas con fines de explotación sexual.

## Historia
CAP International fue cocreado en 2013 por 9 asociaciones de terreno. Entre ellas se encuentran : la Concertación de la Lucha contra la Explotación Sexual (Canadá), Reden/KFUKS Sociale Arbejde (Dinamarca), la Fundación Scelles, el Mouvement du Nid (Francia), SOLWODI (Alemania), Apne Aap (India), Ruhama (Irlanda) y la Comisión para la Investigación de la Explotación Sexual de las Mujeres (España).
La coalición fue oficialmente lanzada durante su primer Congreso Mundial para la Abolición de la Prostitución, celebrado en París en 2014. Desde entonces, ha continuado su expansión contar actualmente con 37 asociaciones miembros.

## Estructura
Se caracteriza por ser una red internacional de organizaciones no gubernamentales independientes presenter en los cinco continentes. Sus asociaciones miembros han sido fundadas por, o trabajan directamente con, mujeres que han vivido la prostitución, con el objetivo de defender los derechos de las mujeres y niñas en prostitución.

## Objetivos
Del objeto social de la organización se derivan cuatro misiones principales: :
1. Abogar ante sus asociaciones miembros por la adopción de legislación abolicionista, tanto a nivel nacional como internacional y fortalecer el acceso de las asociaciones de terranos a los espacios de toma de decisiones,[7] [8] .
2. Conectar y formentar el intercambio de buenas prácticas entre las organizaciones de campo comprometidas en la lucha contra la prostitución y la explotación sexual a escala mundial.[9]
3. Concienciar al público para deconstruir los mitos sobre la prostitución y revertir el estigma de las personas víctimas de prostitución, redirigiéndolo hacia los proxenetas y los comprador de actos sexuales.[10] En 2020, CAP International concientizó a 430.000 personas.[9]
4. Brindar apoyo a las personas en prostitución, respondiendo a sus necesidades específicas e individuales, con el fin de facilitar su salida de la prostitución dentro del marco del programa EXIT.[11] En 2020, los miembros de CAP Internacional apoyaron a 15.000 personas en situación de prostitución.[9]

## Eventos

### Congresos mundiales
Desde 2014, CAP Internacional ha organizado cuatro Congresos Mundiales para la Abolición de la Prostitución. Estos Congresos constituyen el evento más grande a nivel mundial dedicado a la erradicación de la explotación sexual de las mujeres, reuniendo a personas que han vivido la prostitución, activistas feministas, expertos internacionales, trabajadores de campo, parlamentarios e investigadores.
El primer congreso mundial se celebró en París los días 12 y 13 de noviembre de 2014. Fue coorganizado con el Mouvement du Nid y la Fundación Scelles. El tema central fue : " Prostitución y trata de personas en el mundo :explotación de los más vulnerables. ". Durante el evento, parlamentarios de Francia, Irlanda, Reino Unido, Canadá y Portugal hicieron un llamado al Secretario General de las Naciones Unidas para la abolición de la prostitución.
El segundo Congreso Mundial se celebró en Nueva Delhi en 2017 y reunió a más 250 representantes de la sociedad civil de provenienter de  más de 30 países.
El tercer Congreso Mundial se celebró en Maguncia en 2019. En esta ocasión, los participantes denunciaron el enfoque regulacionista que busca despenalizar la prostitución y el proxenetismo, y llamaron a Alemania a revisar su política pública considerada peligrosa por los asistentes.
El cuarto Congreso Mundial  tuvo una duración de tres días y se celebróen Montreal, Quebec . El evento fue inaugurado con una marcha organizada y coordinada por 30 personas que habían vivido la prostitución, provenientes de doce países. La marcha reunió a más de 200 personas. Entre las consignas coreadas durante la manifestación destacaba: « Un sí comprado es un sí impuesto. ».

## Posicionamiento
CAP International defiende una lectura feminista interseccional de la prostitución, centrada en el respeto de losderechos humanos. La organización considera la prostitución como una forma de violencia contra las mujeres, situada en la intersección de múltiples opresiones: sexistas, racistas y de clase. Según esta perspectiva, la prostitución afecta principalmente a las poblaciones más discriminadas, entre ellas mujeres indígenas, migrantes, en situación de precariedad o pertenecientes a castas oprimidas.
Para combatir este fenómeno, CAP Internacional aboga por la adopción de una legislación abolicionista que despenalice a las personas que en situación de prostitución y les garantice servicios de apoyo adecuados, así como las alternivas de salida. Al mismo tiempo, la coalición promueve la reducción de la demanda mediante la prohibición de la compra de actos sexuales, así como la prohibición de todas las formas de proxenetismo.
La coalición y sus organizaciones miembros consideran que aceptar relaciones sexuales a cambio de dinero es, en la mayoría de los casos, el resultado de restricciones económicas que comprometen el consentimiento sexual libre e informado, ya que esta decisión está condicionada por la necesidad. Como dice Cherie Jiménez, presidenta de CAP International: «Es precisamente porque no deseas ese acto sexual que los hombres quieren pagarte, para anular tu consentimiento».
La coalición considera que la ley francesa del 13 de abril de 2016 constituye un marco coherente, al combinar apoyo a las prostitutas (a través de alternativas de salida, medidas de protección, entre otras),la sensibilización de la juventud y la lucha contra el proxenetismo y la demanda. Según CAP International, esta ley está alineada con el derecho internacional y europeo, lo que la convertiría en uno de los enfoques más eficaces para combatir la violencia contra las mujeres en el contexto de la prostitución.

## Publicaciones
Para garantizar su misión de concienciación y promoción, CAP International ha publicado una serie de documentos :

### Libro
- Sibi, H. (2023). Last Girl First ! :La prostitución en la intersección de las opresiones sexistas, racistas y de clase. Ediciones gratuitas.[34]

### Folletos
- Théry, G. (2016) Prostitución y derechos humanos :Los Estados de derecho internacional y las obligaciones que de él se derivan . CAP Internacional.[35]
- Théry, G. y Legardinier, C. (2017) La ley francesa del 13 de abril de 2016 tenía como objetivo reforzar la lucha contra el sistema de prostitución y apoyar a las prostitutas. CAP Internacional.[36]

### Artículos relacionados
- Abolicionismo (prostitución)
- Prostitución
- Trata de personas